# 432-га ракетна бригада (СРСР)
432-га ракетна бригада (432 РБр, в/ч 52959) — військове формування ракетних військ Радянської армії, що існувало у 1983—1992 роках.
В 1992 році, після розпаду СРСР, бригада увійшла до складу Збройних сил України як 432-га ракетна бригада.

## Історія
1983 року було сформована 432-га ракетна бригада (в/ч 52959) в складі 1-ї гвардійської танкової армії, Західної групи військ (дислокація - м. Вурцен, НДР) на базі трьох окремих дивізіонів. А саме з 320 ордн (Вурцен) 20-ї гв. мотострілецької дивізії, 638 ордн (Кенігсбрюк) 11-ї гв. танкової дивізії та 688 ордн  (Вурцен) 9-ї танкової дивізії. 
У травні 1991 року бригада була виведена в ПрикВО до 38-ї армії, м. Надвірна Івано-Франківської області.
В 1992 році, після розпаду СРСР, бригада увійшла до складу Збройних сил України.

## Структура
Станом на 1983 рік:
- 320-й окремий ракетний дивізіон, в/ч 52214 (м. Вурцен);
- 638-й окремий ракетний дивізіон, в/ч 38092 (м. Кенігсбрюк);
- 688-й окремий ракетний дивізіон, в/ч 38224 (м. Вурцен);
- технічний дивізіон.

## Озброєння
- 9К79 «Точка» (SS-21)